# Cao Ba Lanh
Núi Cao Ba Lanh là ngọn núi thuộc địa phận xã Đồng Văn, huyện Bình Liêu, Tỉnh Quảng Ninh. Núi Cao Ba Lanh có độ cao 2.820 ft / 860 mét, được xem là ngọn núi cao thứ tư của tỉnh Quảng Ninh, đồng thời là ngọn núi cao thứ 786 tại Việt Nam. Núi là một địa danh lịch sử của tỉnh Quảng Ninh.